# Pałac Witosławskich w Czerniatynie
Pałac Witosławskich w Czerniatynie – pałac wybudowany w Czerniatynie.

## Architektura
Piękny neogotycki pałac wzniesiono w 1830 r. dla Ignacego Witosławskiego (1790-1842), żonatego z  Rozyną Dembowską herbu Jelita (1793-1842), według projektu Henryka Ittara. Pałac miał kształt prostokątny z niższym pawilonem z wejściem do pałacu i basztą z blankami. Obiekt rozbudowano około 1841 r. dostawiając nowe skrzydło zachodnie. Pałac był zabytkiem, którego widok często publikowano, m.in. w Tygodniku Ilustrowanym i w Przyjacielu Ludu, a w 1873 r. narysował go Napoleon Orda. W 1917 roku pałac utracił część wieżyczek. Przy pałacu znajdowała się oranżeria. Jak pisała Varvara Bobrinska - córka ostatniego właściciela majątku:

Po powstaniu polskie skonfiskowane majątki zostały wyprzedane. Mój ojciec nabył majątek w powiecie kamienieckim. Dwór należał do pana Witosławskiego, który wybudował swój majątek jak każdy Polak - z marzeniem bycia królem Polski. Gotycki dom z rzeźbionym kamieniem, z gotyckimi oknami, z wielkimi kamiennymi schodami. Park 30 akrów, przepiękny, stworzony w stylu angielskim. Drzewa posadzone tak, że jasna zieleń miesza się z mrokiem. Pałac ulokowany na wzgórzu, u którego podnóża znajdował się zarośnięty staw.

## Park
Wzmianki o nowym 31 ha parku krajobrazowym pochodzą już z 1814 r. Jego ostateczny wygląd zaprojektował w 1841 roku Dionizy Mikler.

## Historia
Witosławscy brali czynny udział w powstaniu styczniowym przez co w 1865 roku majątek został skonfiskowany i sprzedany Nikolajowi Lwowowi. Ten pozwolił jednak pozostać tam dożywotnio poprzedniemu właścicielowi - Eugeniuszowi Witosławskiemu wraz z rodziną. Następnie pałac przeszedł w ręce Bobrinskich. Obecnie obiekt pełni funkcję szkoły z internatem.

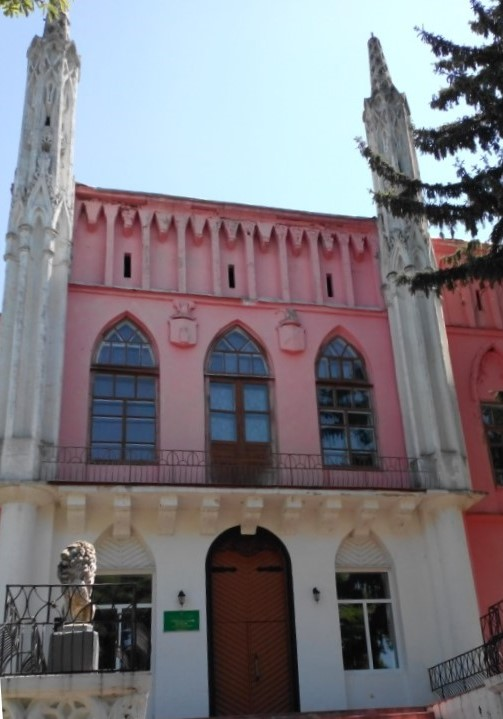
Ściana z herbami
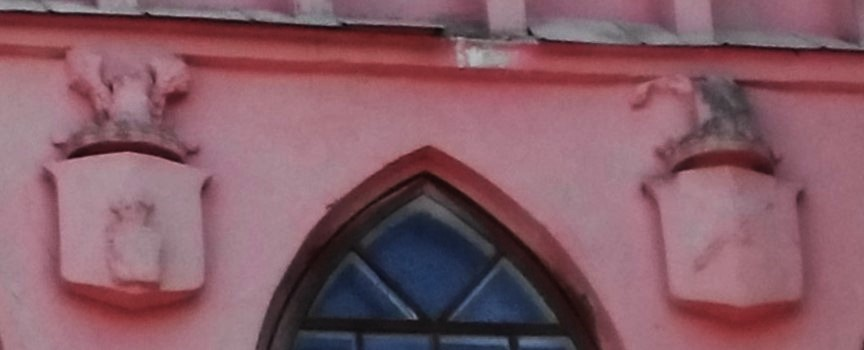
Herby   Nieczuja Witosławskiego i Jelita Dembowskiej
Herb Nieczuja I. Witosławskiego
Herb Jelita Rozyny Dembowskiej
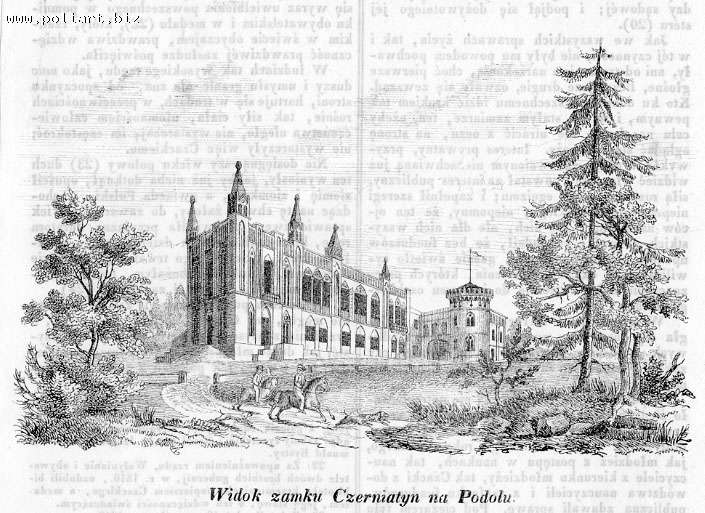
Pałac Witosławskich